# Fundación Seva
Fundación Seva es una organización no gubernamental médica y humanitaria internacional fundada en 1978 que aporta ayuda oftalmológica en países alrededor del mundo.

## Historia
La Fundación Seva fue fundada en parte por Dr. Larry Brillant y Nicole Grasset, que habían organizado el programa de Erradicación de la Viruela de la Organización Mundial de la Salud, el maestro espiritual Ram Dass y el activista Wavy Gravy.